# الفريق الدولي للمواد الانشطارية
الفريق الدولي للمواد الانشطارية هو فريق أنشأ في عام 2006، وهو مجموعة من الخبراء النوويين.

## الفريق
يتكون الفريق من 17 دولة وهي: البرازيل، كندا، الصين، فرنسا، ألمانيا، الهند، إيران، اليابان، المكسيك، النرويج، باكستان، كوريا الجنوبية، روسيا، جنوب أفريقيا والسويد والمملكة المتحدة والولايات المتحدة.

## الهدف
يهدف الفريق إلى تعزيز المبادرات الدولية «لتأمين وتقليص جميع مخزونات اليورانيوم عالي التخصيب والبلوتونيوم المنفصل، والمواد الرئيسية في الأسلحة النووية، والحد من أي إنتاج إضافي».

## الرئاسة
يشترك في رئاسة اللجنة ألكسندر جلاسر وزيا ميان من جامعة برينستون وتاتسوجيرو سوزوكي من جامعة ناغازاكي باليابان.

## المهام
يصدر الفريق تقريرًا سنويًا عن المواد الانشطارية العالمية يلخص المعلومات الجديدة عن مخزونات المواد الانشطارية وإنتاجها في جميع أنحاء العالم، بالإضافة إلى التقارير الدورية.

## روابط خارجية
- International Panel on Fissile Materials website